# Liste der Berge oder Erhebungen in den Vereinigten Staaten
| Rang | Berg                    | Bundesstaat             | Gebirgszug                               | Höhe [m] | Schartenhöhe [m] | Dominanz [km] |
| ---- | ----------------------- | ----------------------- | ---------------------------------------- | -------- | ---------------- | ------------- |
| 1    | Denali (Mount McKinley) | Alaska                  | Alaska Range                             | 6190     | 6140             | 7450,7        |
| 2    | Mount Saint Elias       | Alaska/Yukon            | Saint Elias Mountains                    | 5489     | 3429             | 41,4          |
| 3    | Mount Foraker           | Alaska                  | Alaska Range                             | 5304     | 2210             | 23,3          |
| 4    | Mount Bona              | Alaska                  | Saint Elias Mountains                    | 5029     | 2103             | 80,1          |
| 5    | Mount Blackburn         | Alaska                  | Wrangell Mountains                       | 4996     | 3548             | 97,6          |
| 6    | Mount Sanford           | Alaska                  | Wrangell Mountains                       | 4949     | 2343             | 64,8          |
| 7    | Mount Fairweather       | Alaska/British Columbia | Saint Elias Mountains                    | 4671     | 3957             | 200,7         |
| 8    | Mount Hubbard           | Alaska/Yukon            | Saint Elias Mountains                    | 4557     | 2457             | 34,4          |
| 9    | Mount Bear              | Alaska                  | Saint Elias Mountains                    | 4520     | 1540             | 32,4          |
| 10   | Mount Hunter            | Alaska                  | Alaska Range                             | 4442     | 1409             | 11,1          |
| 11   | Mount Alverstone        | Alaska/Yukon            | Saint Elias Mountains                    | 4420     | 594              | 3,6           |
| 12   | Mount Whitney           | Kalifornien             | Sierra Nevada                            | 4419     | 3071             | 2650,4        |
| 13   | University Peak         | Alaska                  | Saint Elias Mountains                    | 4410     | 978              | 6,0           |
| 14   | Mount Elbert            | Colorado                | Sawatch Range                            | 4399     | 2772             | 1079,2        |
| 15   | Mount Massive           | Colorado                | Sawatch Range                            | 4398     | 592              | 8,2           |
| 16   | Mount Harvard           | Colorado                | Collegiate Peaks, Sawatch Range          | 4397     | 709              | 24,0          |
| 17   | Mount Rainier           | Washington              | Cascade Range                            | 4392     | 4033             | 1176,8        |
| 18   | Mount Williamson        | Kalifornien             | Sierra Nevada                            | 4386     | 511              | 8,8           |
| 19   | La Plata Peak           | Colorado                | Sawatch Range                            | 4379     | 561              | 10,1          |
| 20   | Blanca Peak             | Colorado                | Sangre de Cristo Range                   | 4374     | 1623             | 166,4         |
| 21   | Uncompahgre Peak        | Colorado                | San Juan Mountains                       | 4365     | 1304             | 136,9         |
| 22   | Crestone Peak           | Colorado                | Crestones, Sangre de Cristo Range        | 4359     | 1388             | 44,1          |
| 23   | Mount Lincoln           | Colorado                | Mosquito Range                           | 4357     | 1177             | 36,3          |
| 24   | Castle Peak             | Colorado                | Elk Mountains                            | 4352     | 721              | 33,7          |
| 25   | Grays Peak              | Colorado                | Front Range                              | 4352     | 844              | 40,3          |
| 26   | Mount Antero            | Colorado                | Sawatch Range                            | 4351     | 763              | 28,6          |
| 27   | Mount Blue Sky          | Colorado                | Front Range                              | 4348     | 844              | 15,8          |
| 28   | Longs Peak              | Colorado                | Front Range                              | 4346     | 896              | 70,2          |
| 29   | Mount Wilson            | Colorado                | San Miguel Mountains, San Juan Mountains | 4344     | 1227             | 53,2          |
| 30   | White Mountain Peak     | Kalifornien             | White Mountains                          | 4344     | 2193             | 108,7         |
| 31   | North Palisade          | Kalifornien             | Sierra Nevada                            | 4343     | 882              | 51,9          |
| 32   | Mount Princeton         | Colorado                | Collegiate Peaks, Sawatch Range          | 4329     | 664              | 8,4           |
| 33   | Mount Yale              | Colorado                | Collegiate Peaks, Sawatch Range          | 4329     | 572              | 8,9           |
| 34   | Mount Shasta            | Kalifornien             | Cascade Range                            | 4317     | 2994             | 538,7         |
| 35   | Maroon Peak             | Colorado                | Elk Mountains                            | 4317     | 712              | 13,0          |
| 36   | Mount Wrangell          | Alaska                  | Wrangell Mountains                       | 4317     | 1696             | 23,8          |
| 37   | Mount Sneffels          | Colorado                | Sneffels Range, San Juan Mountains       | 4315     | 930              | 25,3          |
| 38   | Capitol Peak            | Colorado                | Elk Mountains                            | 4309     | 527              | 12,0          |
| 39   | Pikes Peak              | Colorado                | Pikes Peak Massif, Front Range           | 4302     | 1686             | 97,8          |
| 40   | Mount Eolus             | Colorado                | Needle Mountains, San Juan Mountains     | 4294     | 665              | 40,5          |
| 41   | Mount Augusta           | Alaska/Yukon            | Saint Elias Mountains                    | 4289     | 1533             | 26,2          |
| 42   | Handies Peak            | Colorado                | San Juan Mountains                       | 4285     | 575              | 18,0          |
| 43   | Culebra Peak            | Colorado                | Culebra Range, Sangre de Cristo Range    | 4283     | 1471             | 57,1          |
| 44   | San Luis Peak           | Colorado                | La Garita Mountains, San Juan Mountains  | 4274     | 949              | 43,4          |
| 45   | Mount of the Holy Cross | Colorado                | Sawatch Range                            | 4271     | 643              | 29,8          |
| 46   | Grizzly Peak            | Colorado                | Sawatch Range                            | 4266     | 582              | 10,9          |
| 47   | Mount Humphreys         | Kalifornien             | Sierra Nevada                            | 4265     | 781              | 23,7          |
| 48   | Mount Keith             | Kalifornien             | Sierra Nevada                            | 4262     | 590              | 5,0           |
| 49   | Mount Ouray             | Colorado                | Sawatch Range                            | 4255     | 810              | 21,9          |
| 50   | Vermilion Peak          | Colorado                | San Juan Mountains                       | 4237     | 642              | 14,6          |